# 恐鲎属
恐鲎属（学名：Terropterus），也是恐翅鲎属，是混足鲎科下的一个属。属名来自拉丁语terror“frighten”（可怖的） + pterón“wing”（翅膀）。

## 下属物种
本属包括以下物种：
- †秀山恐鲎 Terropterus xiushanensis Wang et al., 2021[2]，秀山恐翅鲎，种名来自化石产地重庆市秀山土家族苗族自治县。是中国科学院南京地质古生物研究所、中科院古脊椎与古人类研究所、德国柏林自然博物馆、英国自然历史博物馆，发现于华南地区志留纪早期的混翅鲎类新属新种。